# ステラプレイスマガジン
ステラプレイスマガジン（STELLAR PLACE magazine）は、北海道札幌市にある、札幌ステラプレイスを紹介するフリーペーパー。ステラプレイス内で手に入る。季刊である。発行元は、札幌ステラプレイスやJRタワーを運営する、『札幌駅総合開発株式会社』である。
内容は主に、商品とそれを扱うステラプレイス内の店舗の紹介である。ほかに、メイクの方法などを紹介したコラムの「BEAUTY LESSON」、札幌シネマフロンティアで上映される映画を紹介する「Cinema Guide」などが掲載されている。